# Чантер

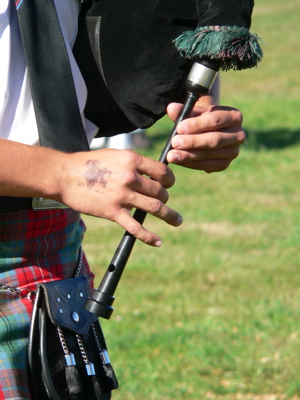
Чантер Великої шотландської волинки.

Чантер — це частина волинки, на якій виконавець створює мелодію. Він має кілька ігрових отворів і в простіших формах нагадує блокфлейту. У більш складних варіантах волинки, таких як нортумбрійська волинка або ірландська волинка, чантер може мати додаткові клапани, що розширюють діапазон інструмента або дозволяють грати в більшій кількості ладів. Як і інші частини волинки, чантери часто прикрашаються різними матеріалами, такими як метал (срібло, нікель, золото, латунь), кістка, слонова кістка або пластикові накладки.

## Циліндричний проти конічного отвору
Чантери бувають двох основних типів: з паралельним (циліндричним) і непаралельним (конічним) отвором, хоча чіткої межі між ними немає. Це стосується форми внутрішнього отвору чантеру. У шотландській волинці внутрішній отвір конічний, що забезпечує виняткову гучність інструмента. Натомість у нортумбрійської волинки отвір має паралельну (циліндричну) форму, що надає їм м'якшого і тихішого звучання.

## Чантер з клапанами
Хоча більшість чантерів не має клапанів, деякі використовують їх для розширення діапазону і/або для можливості грати на додаткових нотах (акциденталях). Найбільш відомою волинкою з таким пристроєм є нортумбрійська волинка.

## Подвійний чантер
Ще один варіант чантеру — це двопробковий чантер (часто званий подвійним чантером). Трубки чантеру можуть бути спроектовані так, щоб їх можна було грати окремо, по одній для кожної руки, або два чантери можуть грати разом (як у більшості арабських волинок). Один чантер може забезпечувати акомпанемент бурдону для іншого, або два чантери можуть грати в гармонії терцій і шостих (як у північному італійському Müsa та центрально- південному італійському zampogna). В інструментах Карпатського басейну до п’яти окремих каналів чантеру можуть бути розташовані паралельно в одній конструкції чантеру, забезпечуючи як мелодійні, так і ритмічні можливості: у найпростішому випадку один канал використовується для виконання мелодії, а другий — для змінного бурдону. Більш складні інструменти можуть розділяти певні ноти на окремі, заглушені труби.

## Інтонація
Через супровідний бурдон або бурдони, відсутність модуляції в мелодії волинки та стабільний тембр звуку тростини, у багатьох традиціях волинок ноти чантеру налаштовуються за допомогою натуральної інтонації, хоча налаштування волинки сильно варіюється залежно від традиції. На шотландській волинці налаштування окремих нот чантеру здійснюється за допомогою стрічки, яка частково закриває ігрові отвори, коли це необхідно. Історично це робили за допомогою воску, як і з іншими дерев'яними духовими інструментами.

## Практичний чантер
Практичний чантер використовується як інструмент для тренувань на шотландській волинці.  Він схожий на чантер волинки, але дещо менший за розмірами та має верхню частину перед тростиною, що дозволяє дути прямо в інструмент. Практичний чантер також служить першим інструментом для учнів, щоб вони могли спочатку освоїти техніку гри пальцями, перш ніж навчитися керувати міхом. Зазвичай він виготовляється з твердих порід дерева або пластику.
Сучасний практичний чантер може бути також нащадком рогової труби або "stock-and-horn" — історичної тростяної труби Шотландії з накритою подвійною тростиною та розтрубом, виготовленим з рогу, яку грали, зокрема, пастухи. 